# Bartolomé (Galápagos)
Otok Bartolomé (Isla Bartolomé) je vulkanski otoček le streljaj od vzhodne obale otoka Santiago v skupini Galapaških otokov in eden od »mlajših« otokov v arhipelagu. Ta otok in sorodni Sulivan Bay na otoku Santiago so poimenovali po naravoslovcu in prijatelju Charlesa Darwina, Siru Jamesu Sulivanu, ki je bil poročnik na ladji Beagle. 
S skupno površino le 1,2 km², je otok ena najlepših pokrajin v arhipelagu. Sestavljen je iz lave različnih barv od rdeče, oranžne, zelene in bleščečih črnih vulkanskih tvorb. Otok Bartolomé je vulkanski stožec, na katerega se je enostavno povzpeti po urejeni poti in nudi razgled na druge otoke. Slovi po skali, imenovani Pinnacle, ki je posebnost tega otoka in najbolj fotografirana točka Galapaškega otočja.
Bartolomé je eden izmed redkih otokov, na katerem živi galapaški pingvin, ki je edini predstavnik pingvinov, ki živi ob ekvatorju. Na otoku živita tudi zelena želva in čaplja, v morju ob grebenih pa beli morski pes. Lavo že naseljujejo tudi prve rastline, posebne vrste lavinih kaktusov.

- Vulkanska bomba na otoku Bartolome
- Skala Pinacle na otoku Bartolome
- Lavin kuščar
- Eden od mnogih vrst ščinkavcev (Dendroica petechia)